# Neopanorpa denticulata
Neopanorpa denticulata är en näbbsländeart som beskrevs av Rust och George W. Byers 1976. Neopanorpa denticulata ingår i släktet Neopanorpa och familjen skorpionsländor. Inga underarter finns listade i Catalogue of Life.